# Aliments du Québec
 (octobre 2020).
Aliments du Québec est un organisme à but non lucratif (OBNL) créé en 1996 par la Filière agroalimentaire québécoise dont la mission est de promouvoir l’industrie agroalimentaire du Québec par les marques Aliments du Québec et Aliments préparés au Québec ainsi que leurs déclinaisons respectives. Leur but est de contribuer, par des activités de promotion et de sensibilisation, à l'augmentation des parts de marché des produits agroalimentaires québécois sur le marché intérieur.
L'organisme avait pour porte-parole Chantal Fontaine.

## Certifications

### Aliments du Québec
Cette certification représente un produit québécois composé à un minimum de 85% d’ingrédients d’origine québécoise dont tous les ingrédients principaux du produit proviennent du Québec et que toutes les activités d’emballage et de transformation soient réalisées au Québec[source insuffisante].

### Aliments préparés au Québec
Cette certification représente un produit dont les activités d’emballage et de transformation sont réalisées au Québec, dont les ingrédients principaux, lorsque disponibles en quantité suffisante au Québec, doivent être utilisés.

## Déclinaisons biologiques
Les deux déclinaisons biologiques sont Aliments du Québec bio et Aliments préparés au Québec bio. Un produit sous une des deux déclinaisons biologiques doit respecter les critères respectifs aux certifications Aliments du Québec ou Aliments préparés au Québec en plus d’être composés d’au moins 95% d’ingrédients d’origine biologique. Les ingrédients d’origine biologique doivent respecter les exigences du Conseil des appellations réservées et des termes valorisants (CARTV).

## Aliments du Québec au Menu
Les campagnes Aliments du Québec au Menu sont organisées par Aliments du Québec. Elles visent à encourager les restaurants à intégrer des aliments québécois à leur menu. Ils doivent identifier au moins cinq de leurs plats avec le logo de l'organisation pour être éligible au concours. À la fin de la période de la campagne, le restaurant gagnant se mérite le Prix restaurateur Aliments du Québec.

## Logo
Le logo qui existait depuis 2002 a été changé en 2019 par l'agence Lg2 afin de le rendre plus épuré.
Plusieurs déclinaisons du logo d'Aliments du Québec ont été créées pour mieux informer les consommateurs, dont Aliment du Québec et Aliment préparé au Québec, auxquelles peuvent s'ajouter la mention bio. Aliments du Québec au Menu a aussi eu droit à un rajeunissement. Tous ces logos sont maintenant plus faciles à reconnaître que les anciens.